# Himura Kensin
Himura Kensin (緋村 剣心; Hepburn: Kenshin Himura) kitalált szereplő Vacuki Nobuhiro Ruróni Kensin című manga és anime sorozatában. A sorozatnak ő a főszereplője és egyben névadója is. Vacuki Hiko Szeidzsúrónak, az Újhold a háború idején című one-shot mangája főhősének az ellentéteként alkotta meg, aki a Ruróni Kensinben a főszereplő mentoraként bukkan fel.
Kensin története Japánban játszódik a Meidzsi-kor egy elképzelt szakaszában. Kensin egykor legendás orgyilkos volt, akit az emberek „hitokiri battószai” (人斬り抜刀斎; emberölő battószai; Hepburn: Hitokiri Battōsai) néven ismertek, de „Himura battószaiként” (緋村抜刀斎; Hepburn: Himura battōsai) is szoktak hivatkozni rá. A Bakumacu végén hátrahagyva múltját vándorként kezdte járni Japánt, oldalán egy szakabatóval (逆刃刀; fordított-élű kard; Hepburn: sakabatō), egy olyan katanával, melyet a hátán éleztek meg, és szinte lehetetlen vele ölni. Kensin járja Japán vidékeit, hogy segítsen a rászorulóknak, és megvédje a védteleneket. Ezzel próbálja jóvátenni múltbéli bűneit, melyeket hitokiriként követett el. Tokióban megismer egy fiatal nőt, Kamija Kaorut, aki a vándort múltja ellenére megkéri, hogy éljen vele a nő dódzsójában. A sorozat előrehaladásával Kensin életre szóló barátságokat köt sok emberrel, beleértve az egykori ellenségeit is. Más ellenségeivel viszont felveszi a harcot, újakkal és régiekkel egyaránt. Az összecsapásoknak és a kialakított kapcsolatainak köszönhetően Kensin megszabadul a múlt terheitől, és kordában tartja a belőle néha előtörni akaró „battószai” énjét.
Kensin nagyon népszerű szereplőnek bizonyult a sorozat rajongói körében, hisz mindegyik népszerűségi felmérésen az első helyen végzett. A kritikusok elismerően írtak a személyiségéről, míg páran panaszkodtak az OVA-sorozatban látható Kensinre, mely más volt a mangában. Sok Kensinről mintázott reklámtermék készült, például figurák, kulcstartók, plüssfigurák és kardjának, a szakabatónak a másolatai.

## A szereplő megalkotása és az alapelgondolás

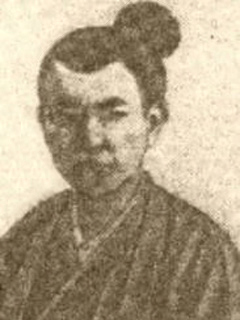
Kavakami Genszai, Kensin ihletője.

Vacuki egy létező, a Meidzsi-kormány által kivégzett hitokiriről, Kavakami Genszairól mintázta Kensint. Vacuki már akkor eldöntötte hogy őt fogja felhasználni a főszereplőhöz, mikor kutatásai során rádöbbent, hogy Genszait a kormány azért végezte ki, mert megtartott egy halott bajtársainak tett esküt. Mivel Vacuki debütáló munkájában egy magas, fekete hajú férfit rajzolt „mutatós” páncélzatban, szerette volna a tökéletes ellentétét létrehozni. Azonban a végeredmény túlságosan „lányosra” sikeredett. Vacuki szerint „nem volt valódi oka” annak, hogy a lányos külsőt egy, a szereplő arcára rajzolt kereszt formájú sebhellyel ellensúlyozta, egyszerűen csak „nem volt jobb ötlete”. A sorozat végén Kensin megszokott, hosszú vörös haja helyett rövidebb frizurával bukkan fel. Azonban, Vacuki még rövidebbnek tervezte, de rájött hogy akkor túlságosan is hasonlítana a To Heart című videójáték Multi nevű szereplőjére. Vacuki Kensin vívóstílusához is egy létező kardforgatót, az Edo-korban élt Macubajasi Henjaszait használta fel, aki akrobatikus mozgásáról vált ismertté. Mikor Kensin Sisio Makotóval és csatlósaival néz szembe, szert tesz egy új, famarkolatú kardra. Vacuki eldöntötte, hogy átrajzolja a kardot pontosan ugyanolyanra, mint Kensin korábbi szakabatója, még ha sokkal nehezebb is megrajzolni.
Miközben a mangasorozat pilot fejezetén dolgozott, Vacuki és a szerkesztője sokat vitatkoztak Kensin beszédstílusát illetően. Végül kiegyeztek a „szlenges” stílusban. A végleges verzióban, az első Ruróni – Egy kardforgató története a Meidzsi-romantika korából történetben átigazította egy „saját ízlésének megfelelőbb” Kensinné. Vacuki hozzáadta Kensin illedelmes beszédstílusához az „oro”-t, ami a szereplő egyik ismertetőjegyévé vált, melynek körülbelüli fordítása a „he”. Vacuki megjegyezte, hogy meglepte őt az „oro” népszerűsége, és eldöntötte, hogy ezt Kensin a sorozat végéig használni fogja. Vacuki több mint 30 évesre tervezte Kensint, de a szerkesztője túl furcsának tartotta hogy egy tinédzsereknek szóló sónen mangában a főszereplő ilyen öreg, ezért Vacuki átírta Kensin korát 28 évesre.
Az első Ruróni Kensin kanzenbanba – amit 2006 júliusában adtak ki Japánban – Vacuki rajzolt egy külön oldalt, rajta Kensin átdolgozott rajzával. Hogy feltűnőbbé tegye az arcán lévő kereszt formájú sebhelyet, Vacuki hosszabbra rajzolta, így végül a sebhely átnyúlt az orrán. Kensin haját Vacuki megtoldotta két lófarokkal, amiktől fiatalabbnak, ugyanakkor alacsonyabbnak is látszik. Vacuki rajzolt Kensin kardjára egy habakit, hogy könnyebben meg tudja rajzolni, és egyben kihangsúlyozza az erejét. Kensin hitokiri megjelenését is átdolgozta. Ruháit tépettebbre rajzolta, valamint Kensinre rakta Jukisiro Tomoe sálját.
Az animeadaptációban Vacuki rajzai vegyültek Szuzukaze Majo, Kensin japán hangján megszólaló női szeijú tehetségével. A Media Blasters az angol szinkronos változat elkészítésekor Mona Marshallt is beválogatta azon szinkronszínészek közé, akiket alkalmasnak találtak Kensin megszemélyesítésére, végül azonban Richard Cansino kapta meg a szerepet. Cansino hangja miatt Kensin az angol változatban férfiasabbnak hangzik. Mona Marshallt a gyermek Kensin alakításához kérték fel, a visszaemlékezős jelenetekhez. Clark Cheng, a Media Blasters szinkronjának szövegírója azt mondta, hogy Kensin szokatlan beszédstílusát nagyon nehéz volt lefordítani. Kensin magáról a japán nyelv E/1-es változatának egy régies stílusával beszél, valamint használja a „de gózaru”-t és az „oro”-t is, amik nem csupán a szereplő ismertető jegyei, de fontos részét képezik a történetnek. Azonban egyiknek sincs szó szerinti fordítása. A Viz Media által lefordított angol mangában benne maradt az „oro”, az archaikus beszédét E/3. személlyel oldották meg, a „this one”-al, a „de gózaru”-t pedig udvarias jelzőkkel helyettesítették. Az angol szinkronos animében az „oro”-t átírták „huah”-ra hogy az angol változatban is „humorosnak” tűnjön, a „de gózaru”-t pedig a „that I did”, „that I am”, és „that I do” mondatokkal helyettesítették. A manga magyar változatában is benne maradt az „oro”, a „de gózaru”-t pedig – hasonlóan az angol változathoz – illedelmes szavakkal és mondatokkal helyettesítették, az archaikus módot pedig átírták modernebb E/1. személyre. A MangaFan fórumán a fordító úgy nyilatkozott, hogy „mivel nem férne bele a lefordított szöveg a szövegbuborékokba, ezért inkább a mondanivalót próbálják közvetíteni”.
Chris Surat, az Otaku USA magazintól azt mondta, hogy Kensin beszédstílusa nagyon hasonlít Yodáéra a Csillagok háborújából, aki az eredeti változatban rosszul felépített mondatokkal kommunikált.

## A szereplő ismertetése

### Kapcsolatai és személyisége
Kensin életcéljául tűzte ki, hogy megvédje a gyengéket és az ártatlanokat anélkül, hogy bárkit halálosan megsebesítene. Régebben úgy ismerték, mint a „legerősebb hitokirit”, ezért Kensin kénytelen múltbéli ellenségeivel szembenézni, és olyanokkal is, akik az ő legyőzésével akarják kiérdemelni a „legerősebb” címet. Annak ellenére, hogy sok embert meg akar védeni, senkihez sem szeretne túl közel kerülni a saját biztonságuk érdekében. Később azonban barátokra tesz szert, és hagyja hogy az oldalán küzdjenek. A Bakumacu eseményei után Kensin folytatja a rivalizálást a Sinszengumi egyik tagjával, Szaitó Hadzsimével. Habár a „Kiotói-fejezet” alatt szövetségre lépnek Sisio Makoto ellen, tudják, hogy egy nap majd végleg le kell rendezniük az ellentéteiket. A sorozat végén Kensin kihívja Szaitót egy utolsó összecsapásra, de Szaitó nem jelenik meg a megbeszélt helyen, a megbeszélt időben. Ennek az oka az, hogy Szaitó Himura battószaijal akart megküzdeni, nem pedig Himura Kensinnel.
Kensin iránt Kamija Kaoru táplál gyengéd érzelmeket, melyeket a vándor viszonozna is. De a múltban történt események után Kensin úgy érzi, neki nincs joga a boldogsághoz. Azonban, mikor Kensin rájön hogy Kaoru hogy érezné magát, ha meghalna, úgy dönt hogy mellette marad, és így visszatér az életkedve. Kaoru kétszer válik Kensin ellenségeinek céltáblájává. Először akkor, mikor Udó Dzsin-ét akarja legyőzni, másodszor pedig mikor Jukisiro Enisi támadja meg a Kamija-dódzsót, és elrabolja Kaorut.    
Ha Kensin nem képes megvédeni a szeretteit, vagy ha azok súlyosan megsérülnek, a hitokiri énje előtör, és a személyisége ilyenkor drasztikus változásokon megy át. Egy csapásra elfelejti az esküjét, hogy többé nem öl meg senkit, és gyűlölettel ront rá ellenfeleire, valamint félelem nélkül küzd. A manga változatban ezt a lelkiállapotot Vacuki úgy ábrázolta, hogy Kensin szeméből eltűnik a csillogás, és szemének körvonalai élesebbek lesznek. Az anime változatban pedig sárgára színezték Kensin szemeit. Ennek megfelelően igyekszik kordában tartani az orgyilkosi természetét, és harc közben csak harcképtelenné tenni az ellenségeit.
Kensin legjellegzetesebb tulajdonsága a beszédstílusa. Mikor önmagáról beszél, akkor harmadik személyt használ, japánul magát a „szessa” szóval illeti. Valamint használja a formális „de gózaru” igét. A legtöbb nővel kiemelkedően udvarias hangnemet használ. A nők nevéhez mondja a „dono” utótagot, amit a régi Japánban a daimjók megszólítására használtak. Mikor előtör belőle a battószai-énje, ez a vonása is megváltozik. Udvariasból komoly, és tömör stílusra vált, és eltűnik a „de gózaru” is, a „szessát” pedig felváltja az „ore”, azaz a férfi nemhez társított „én” szó. Az egész sorozat alatt Kensin használja az „oro”-t, meglepődöttségének és kétségbeesésének kifejezésére.

### A sorozatban való szereplésének áttekintése
Miután hátrahagyta orgyilkosi állását, Kensin vándorolni kezd Japánban. Tíz évvel a forradalom lezárulása után Tokióba megy, ahol találkozik Kaoruval. A lány megkéri, hogy éljen vele a dódzsójában, annak ellenére, hogy megtudta Kensin múltbéli személyazonosságát. Kensin a dódzsóban eltöltött ideje alatt sok kapcsolatot épít ki. Szerez barátokat és ellenségeket egyaránt, és néhány ellensége később szövetségesévé válik. Mikor tudomást szerez vérszomjas „utódja”, Sisio Makoto terveiről, Kensin elhagyja Tokiót és Kiotóba vándorol, útközben pedig megismeri az Onivabansú legifjabb tagját, Makimacsi Miszaót. Hogy esélyeit növelje, felkeresi hajdani mesterét, Hiko Szeidzsúrót, aki Kensint még gyerekkorában – mikor még Sinta volt a neve – vette magához és megtanította neki a Hiten micurugi-rjú technikáit. A útjaik azonban különváltak, mikor Kensin csatlakozott az Isin-hazafiakhoz. Ezért Kensin nem sajátította el a stílus legerősebb támadását, az Amakakeru rjú no hiramekit. Miután befejezte a kiképzését, Kensinhez csatlakoznak tokiói társai, Szaitó Hadzsime és az Onivabansú is, hogy együtt legyőzzék Sisiót és annak hadseregét.
Hónapokkal később egy Jukisiro Enisi nevű férfi követ el merényleteket társai segítségével Kensin barátai ellen. Enisi bosszút akar állni Kensinen nővére, Jukisiro Tomoe haláláért. Kensin elmeséli barátainak, hogyan házasodott össze Tomoéval a Bakumacu alatt, és hogy véletlenül megölte a nőt, amikor megpróbálta megmenteni egy csapatnyi orgyilkostól. Mikor Enisi rájön, hogy Kensin gyengéd érzelmeket táplál Kaoru iránt, elrabolja a lányt. Hátrahagy egy professzionálisan elkészített bábot, ami Kaorut ábrázolja egy szívébe szúrt karddal. Ezután mindenki azt hiszi, hogy Kaoru halott. Kensin mély depresszióba zuhan, és a vándorok falujába megy gyászolni. Azonban Szandzsó Cubame hatására kitör a depressziójából, miután a barátai kiderítették hogy Kaoru életben van. A csapat (Himura Kensin, Szagara Szanoszuke, Mjódzsin Jahiko, Sinomori Aosi, Szaitó Hadzsime és Takani Megumi) elhajóznak Enisi szigetére, hogy kiszabadítsák Kaorut. Először Kensin társai bocsátkoznak harcba Enisi embereivel, majd pedig Kensin vív meg exsógorával. A harc Kensin győzelmével végződik. A csata után Kensin és csapata, valamint Kaoru hazatérnek Tokióba. Öt évvel később Kensin és Kaoru összeházasodnak, és születik egy fiúgyermekük is, Kendzsi. Miután Kensin megütközött Jahikóval – próbára téve a fiút -, odaadja neki a szakabatót ajándékba, Jahiko „felnőtté válása” alkalmából.

### Képességei és készségei

Himura Kensin beveti a leggyakrabban használt technikáját, a Rjúcuiszent Iszurugi Raidzsúta ellen.

Kensin a Hiten micurugi-rjú (飛天御剣流; Megtisztelt mennyei repülősárkány-stílus; Hepburn: Hiten mitsurugi-ryū) nevű kitalált ősi kendzsucu-stílus technikáit használja harc közben. A stílus egyik legismertebb erénye a kirobbanó sebességében rejlik. Ezen kívül alkalmas még az ellenfél mozdulatainak kiolvasására annak érzelmei által. Kensin a stílus valamennyi támadását képes használni, beleértve a sinszokut (神速; isteni sebesség; Hepburn: shinsoku) is. A sinszokuval Kensin szabad szemmel alig látható sebességre gyorsul, és legendás battódzsucuval (melyről a „battószai” becenevet kapta) könnyen ártalmatlanná teheti a nála sokkal jobb fizikumú ellenfeleit is. A Hiten micurugi-rjú valamennyi támadása az ellenfél kivégzésére lett kifejlesztve, de Kensin az esküje miatt módosította a technikák erejét. Harcai során végig a szakabatóját használja.
Mikor Kensin elhatározza hogy edzeni fog hajdani mesterével Sisio Makoto megállítása érdekében, elsajátítja tőle a Kuzu-rjúszent (九頭龍閃; Kilencfejű sárkány-csapás; Hepburn: Kuzu-ryūsen). Ez a technika a kendzsucuban tanított támadási pontok közül mindegyikre csapást mér, sebessége miatt pedig szinte megállíthatatlan. Ennek ellenére létezik egy, a Kuzu-rjúszen sebességét felülmúló technika, melyet Kensin szintén elsajátít Szeidzsúrótól. A Kuzu-rjúszen csak egy felkészítés a következő, és egyben legvégső technikára. Ez pedig az Amakakeru rjú no hirameki (天翔龍閃; Mennyei suhanó sárkányvillanás; Hepburn: Amakakeru ryū no hirameki). A legvégső technika egy kirobbanó sebességű battódzsucu. A titok a bal lábbal előre tett lépésben rejlik, mellyel Kensin pillanatnyi gyorsulást ér el, és súlyát a kardjával végrehajtott csapásba fekteti. Ha még a támadás elől ki is térnek, vagy hárítják, a hihetetlen sebességű vágás ereje vákuumot eredményez, ami beszippantja az ellenfelet. Ha ez megtörténik, Kensin megpördül maga körül, majd a következő, fordulatból bevitt csapása az előzőnél is sokkal nagyobb erővel éri el az ellenfelét. Mivel a Hiten micurugi-rjú ezen támadása fejlett izomzatot követel – mint amilyen Szeidzsúróé – ezért Kensin testi állapotát minden használattal rontja. A manga végére már képtelenné válik a technika használatára.

## Megjelenése a manga- és animesorozaton kívül

Szató Takeru Kensinként a 2012-es filmben

Kensin legelőször a két Ruróni – egy kardforgató története a Meidzsi-romantika korából fejezetben tűnt fel, melyek a manga pilot fejezeteként szolgáltak. Ebben a két fejezetben Kensin jelleme szinte teljesen azonos volt a sorozatban szereplő Kensinével, de Vacuki ekkor még nem adott neki nevet. A későbbi mozifilmben, Kensin megismer egy Takimi Sigure nevű szamurájt, aki meg akarja dönteni a Meidzsi-kormányt, és meg akarja bosszulni családtagjai halálát, akiket lemészároltak a Bakumacu idején. Kensin szembeszáll Siguréval, és legyőzi őt, hogy megelőzzön egy újabb háborút.
Az OVA-sorozatban Kensin rajzolt alakja jóval emberszerűbb, és a személyisége is más. Valamint több dolgot is megváltoztattak az életútját illetően a Cuiokuhen című OVA-ban. Ebbe az arcán lévő kereszt alakú sebhely megszerzése is beletartozik. A Szeiszóhenben újra vándorolni kezd, és Kaoru megígéri neki, hogy szeretettel hazavárja, a fiúkkal együtt. Kensint azonban megfertőzi egy ismeretlen járvány. De mivel megígérte a Meidzsi-kormánynak, ezért segít az első kínai–japán háborúban. A háború után Szanoszuke találja meg a sebesült Kensint, és visszaviszi Tokióba a családjához. Amikor újra találkoznak, Kensin Kaoru karjaiba omlik, és meghal. Kensin halálát jelzi, hogy az arcán teljesen beforrt a kereszt alakú sebhely. Miután Vacuki Nobuhiro megnézte az OVA-t, elégedetlenségét fejtette ki a befejezéssel kapcsolatban. Azt mondta, „Kensin olyan sok megpróbáltatáson ment keresztül, hogy megérdemelt volna egy boldog befejezést”.
Kensin mindegyik Ruróni Kensin-videójátékban választható szereplő, beleértve a Jump Super Starst is.
Cunamura Tokiko, a szerző másik mangájának, a Buszó Renkinnek egyik szereplője megjelenését tekintve hasonlít Kensin „hitokiri alakjára”. Vacuki úgy kommentálta, hogy Tokiko a hitokiri battószai női változata, ha az arcát nézzük.
Himura Kensint az élőszereplős filmekben Szató Takeru játszotta el, aki a szerző szerint tökéletes választás volt a szerepre. A filmben sikerült átvinni Kensin nyelvezetének valamennyi vonását, beleértve az „oro”-t és a „de gózaru”-t is.

## Kritikák és a szereplő megítélése

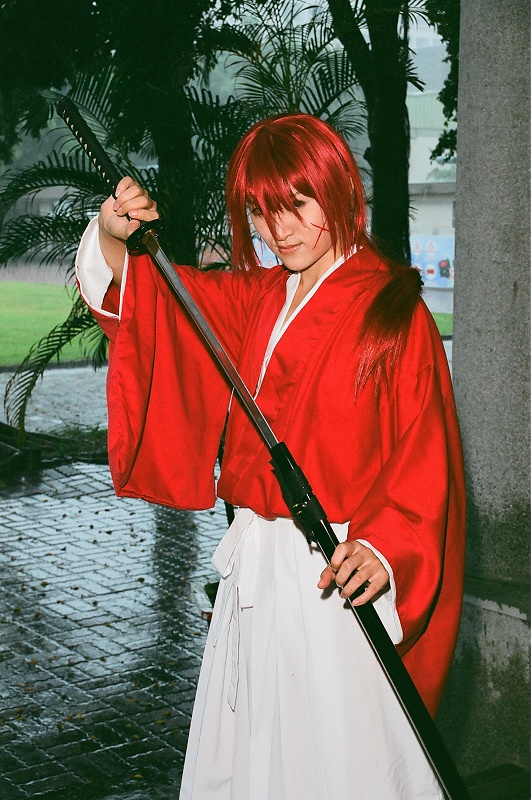
Himura Kensint imitáló cosplayes

Kensin a sorozat legnépszerűbb szereplője lett. Minden, a Súkan Sónen Jump által meghirdetett szavazáson első helyezettként végzett, és mindig a korábbi szavazatoknak több mint a duplájával. Vacuki sok levelet kapott a rajongóktól, akik szerint Ogata Megumi – aki a hangoskönyvben kölcsönözte Kensin hangját – „megfelelő” volt Kensin számára. Vacuki Kensin hangját „közömbösebbnek” képzelte el. Vacukinak nem tetszett, hogy a hangoskönyvben megszólaló színészek – különösen Ogata és Szeki Tomokazu aki Szagara Szanoszukénak kölcsönözte a hangját – nem kapták meg az animesorozatban a játszott szerepeket. Az Animage Anime Grand Prix felmérésein több alkalommal is az egyik legnépszerűbb férfi animeszereplőnek bizonyult.
Rengeteg Kensint ábrázoló reklámtermék készült, köztük kulcstartók, akció figurák, és plüssök. A manga kiadása után Kensin szakabatójából is készítettek életlen másolatokat a gyűjtők és rajongók részére.
A szereplőt pozitív és negatív jellegű kritikák is érték. A T.H.E.M Anime Reviews kritikusa, Carlos Loss kritizálta a szereplő super deformed ábrázatait, melyek a mangában és az animében gyakran jelentek meg humorforrásként. Véleménye szerint nem illik a szereplő koncepciójához. A Mania.com megjegyezte, hogy Kensin a 8. kötettől másképpen viselkedik, mint korábban. Az Anime News Network dicsérte Kensint. Olyan szereplőnek nevezte, akit az emberek szívesen néznek a mókás jelenetei miatt. A SciFi.com megjegyezte, hogy Kensin skizoid konfliktusa a kegyetlen orgyilkos és a jó szándékú vándor között a lehető legjobb választás a jó történetvezetéshez. Az About.com „Top 8 Anime Love Stories” listáján Kensin és Kaoru kapcsolata a 8. helyen végzett, Katherine Luther „klasszikus románc” megjegyzésével. Ötödik helyen végzett az IGN „Top 25 Anime Characters of All Time” szavazásán. Chris Mackenzie szerint ő „egy klasszikus példa a klasszikus anime hősre, a békeszerető gyilkológépre”. A Newtype magazin 2010. márciusi szavazatai alapján Kensin a 8. legnépszerűbb férfi anime karakternek bizonyult az 1990-es évek sorozatai közül. Kensin Amakakeru rjú no hirameki nevű technikája pedig a harmadik helyre került egy japán felmérésen, mint a legnépszerűbb technika a mangák és animék világában.
Kensin az OVA-sorozatokban látható alakja negatív fogadtatásban részesült. Az Anime News Network hozzátette, hogy a Szeiszóhenben „ismét különcködik” és hiányolták Kensin „oro”-ját. Az IGN szerint Kensin és Kaoru találkozása nagyon depresszív volt. Azonban néhány kritikus megjegyezte, hogy Kensin jelleme az OVA-sorozatban az egyik legösszetettebb jellem, amit valaha meganimáltak. Nem feledi a véres múltját, még a békés élete ellenére sem. Egy Szuzukaze Majóval készült interjúban a szeijú azt mondta, hogy kezdte magát felfedezni Kensinben a több éves szinkronizálás közben, és hozzátette, hogy megszemélyesíteni Kensint élete egyik legnagyobb élménye volt.

## Fordítás
Ez a szócikk részben vagy egészben  a   Himura Kenshin című angol Wikipédia-szócikk fordításán alapul.  Az eredeti cikk szerkesztőit annak laptörténete sorolja fel. Ez a jelzés csupán a megfogalmazás eredetét és a szerzői jogokat jelzi, nem szolgál a cikkben szereplő információk forrásmegjelöléseként.